# 乔纳森·莱科
乔纳森·基索洛凯莱·莱科（法語：Jonathan Kisolokele Leko，1999年4月24日—）是一名剛果裔英格蘭足球運動員，司職中場，現效力於英甲球會米爾頓凱恩斯。

## 球會生涯

### 西布朗
莱科生於薩伊金夏沙，8歲時隨父親逃難至英國獲得庇護權。他11歲時加入西布罗姆维奇學習踢球。2015年9月23日英格蘭足球聯賽盃對诺里奇城，他在77分鐘換入，首次代表球隊上場。2016年4月2日聯賽對桑德兰，他在78分鐘換下赛度·巴拉希諾，以16歲344天之齡首次在聯賽上場。球季最後一場聯賽對利物浦的比賽，他交出一助攻讓沙洛文·朗頓取得進球。莱科當選為球會年隊最佳年青球員，並在季後與球會續約三年至2019年。
2016/17球季，他替西布朗在聯賽上場共9次，9月24日對斯托克城的比賽，他在補時階段開出角球，使朗頓進球追成平手。

### 外借
2017/18球季，他替西布朗在聯賽盃上場後，便在8月28日被外借至英冠球會布里斯托尔城至季末。2018年1月，替布里斯托尔城上場11次後便被母會召回。
2018/19球季，西布朗在英冠作賽，但萊科只獲得很少上場機會。
2019年8月8日，他與隊友山姆·菲爾德一同外借到查尔顿竞技至季末。8月31日對雷丁的比賽打賽首顆聯賽進球，整個外借期間共上場21次打進5球。12月23日對女王公园巡游者的比賽，他在賽事中因為前十字韌帶受傷而賽季報銷，外借提前結束並回到母會接受進一步治療。
他對英格蘭足球總會作出投訴，指控9月時對列斯聯的比賽受到對方門將基科·卡西利亞的種族歧視。2020年2月，獨立調查委員會宣告莱科投訴屬實，卡西利亞被罰6萬鎊及停賽8場。

### 伯明翰
2020年8月28日，萊科轉會至英冠球會伯明翰並簽約三年，費用據報約100萬鎊。在經過10個月的養傷後，終在10月17日首次代表新球會上場，參加輸給谢周三的比賽。

## 國家隊生涯
莱科曾代表英格蘭各年齡層的青年隊參賽，包括U16、U17參加2016年歐洲U-17足球錦標賽資格賽，但由於球會需要他參加聯賽最後兩場賽事，萊科並沒有隨U17參加正式賽。
2016年9月，他代表U18參加對意大利U18和以色列U18的友誼賽。2019年9月5月，他代表U20參加對荷蘭U20的比賽，並之後代表U20上場多兩次。